# Dragoste platonică
Dragostea platonică este o iubire castă, dar pasională. În general, spunem despre o iubire că este platonică atunci când nu se poate consuma, materializa. Se exprimă intelectual, și nu fizic. Acest tip de dragoste acordă mai multă importanță spiritului decât senzualității. Este forma cea mai pură și impecabilă a iubirii, fiind lipsită de sexualitate. Termenul de „iubire platonică” datează de acum 500 de ani. În timpul Renașterii, amânarea actului sexual era un pas important în dobândirea egalității femeii cu bărbatul.